# 民族解放軍 (利比亞)
民族解放軍（羅馬化：jaysh al-taḥrīr al-waṭanī al-lībī）是利比亞全國委員會下屬的武裝力量。2011年，利比亚反对派为推翻独裁者穆阿邁爾·卡扎菲的统治而组建利比亞人民軍，並於同年5月改名為國民解放軍。國民解放軍成員多為缺乏作戰經驗的平民，以及部分由利比亞政府軍投誠而來的官兵；平民們在開赴戰場前曾受過短期軍事訓練。

## 参加战争
参加了2011年利比亚内战，成功地推翻了卡扎菲政权。
參加了2012年叙利亚內戰。

## 武器裝備

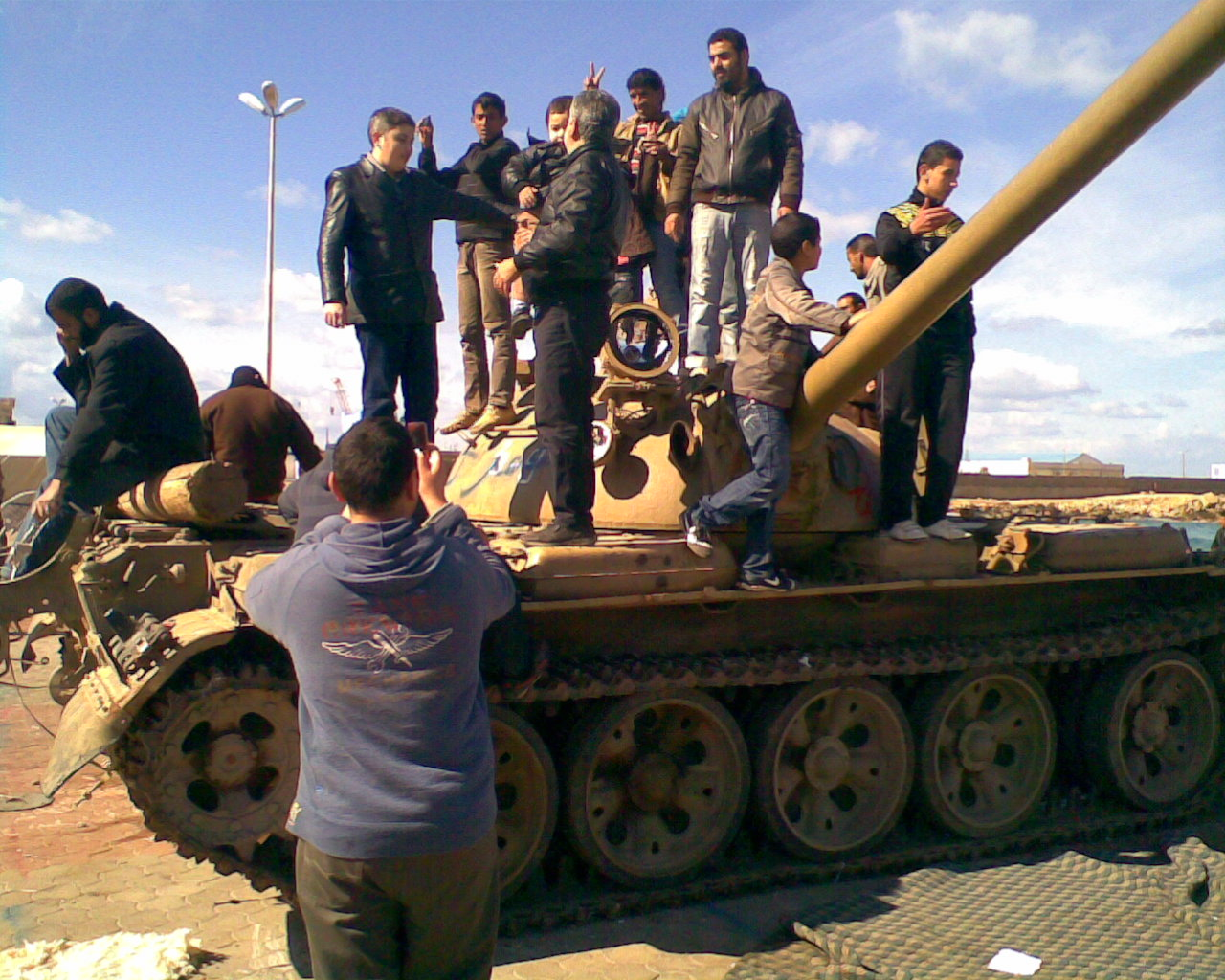
遭起義群眾擄獲的政府軍戰車

利比亞國民解放軍所擁有之武器多為自政府軍所放棄的裝備，包括相當數量的AK-47突擊步槍與火箭推進榴彈，與少數民間私下擁有的舊式武器。國民解放軍亦擁有不少擄獲而來的戰車與裝甲車，以及加裝防空砲與多管火箭的武裝改裝車，甚至是米格-21、米格-23等战机。法国、卡塔尔、英國、與美國也曾提供迷彩服、突擊步槍、反裝甲火箭、通訊及醫療裝備供國民解放軍使用，如法国便曾在内战中空投超过40吨的武器予國民解放軍。